# 마쓰키 야스타로
마쓰키 야스타로(일본어: 松木 安太郎, 1957년 11월 28일 ~ )는 일본의 전 축구 선수이다.

## 국가대표팀 경력
그는 1984년 하계 올림픽 예선에 참가할 일본 국가대표팀에 발탁되었으며, 4월 15일 태국와의 경기에서 데뷔했다. 1986년 아시안 게임에도 출전했다. 그는 1986년까지 국제 A매치 통산 11경기에 출전했다.

## 지도자 경력
1993년부터 1994년까지 베르디 가와사키의 감독을 맡으며 1993년과 1994년 2번의 J1리그 우승을 차지하였다.

## 통계
| 일본 | 일본 | 일본 |
| 연도 | 출전 | 득점 |
| ---- | ---- | ---- |
| 1984 | 3    | 0    |
| 1985 | 6    | 0    |
| 1986 | 2    | 0    |
| 통산 | 11   | 0    |